# هانا ماچیوخووا
هانا ماچیوخووا (چکی: Hana Maciuchová؛ زادهٔ ۲۵ نوامبر ۱۹۴۵) بازیگر و معلم اهل جمهوری چک است.
از فیلم‌ها یا مجموعه‌های تلویزیونی که وی در آن‌ها نقش داشته‌است، می‌توان به خیابان و «محلهٔ خوب» اشاره نمود.